# لوسيان لوران
لوسيان لوران (بالفرنسية: Lucien Laurent) من مواليد 10 ديسمبر 1907 في سانت مور دي فوسي بالقرب من باريس وتوفي في 11 أبريل 2005 في بيسانكون. لاعب كرة قدم فرنسي وقد اشتهر بأنه أول لاعب سجّل هدفا في كأس العالم.
بين عامي 1921 و1930 لعب لورين مع نادي باريس تشارينتون قبل أن ينضم إلى نادي سوشو وبعدها انضم إلى فريق العمال لدي شركة تصنيع السيارات بيجو حيث كان يعمل. وكلاعب هاوي استلم فقط احتياجاته اليومية من الإتحاد الفرنسي لكرة القدم في كأس العالم لكرة القدم 1930.
و قد صنع لورين التاريخ حيث سجل أول هدف في تاريخ كأس العالم لكرة القدم حيث كان في الدقيقة التاسعة عشر أمام منتخب المكسيك في 13 يوليو 1930 وفاز منتخب فرنسا 4-1 ولكنهم خسروا في المباريات التي تلتها أمام منتخب الأرجنتين ومنتخب تشيلي ولم يلعب لورين في المباراة الثالثة بسبب الإصابة.
و منعته الإصابة من اللعب في بطولة كأس العالم لكرة القدم 1934، وقد انتقل بعدها للعب مع نادي رين حتى عام 1937، ولعب بعدها مع نادي ستراسبورغ حتى عام 1939، وقد لعب لورين عشر مباريات مع منتخب فرنسا مسجلا هدفين .
و عندما بدأت الحرب العالمية الثانية تم استدعاء لورين إلى الجيش وقد أخذ أسير من قبل الألمان وأمضى ثلاث سنوات في السجن وقد أطلق سراحه في عام 1943 ولعب ثلاثة سنوات في الحرب مع نادي بيسانكون. وفي عام 1946 اعتزل لورين اللعب وأصبح مدربا لقطاع الناشئين وقد كان اللاعب الوحيد الذي لعب في كأس العالم 1930. رأى منتخب فرنسا لكرة القدم يفوز بكأس العالم لكرة القدم 1998 ومات بعد سبع سنوات بعمر 97 سنة.

## روابط خارجية
- لوسيان لوران على موقع IMDb (الإنجليزية)
- لوسيان لوران على موقع الاتحاد الدولي (مؤرشف)  (الإنجليزية)
- لوسيان لوران على موقع قاعدة بيانات كرة القدم.إي يو (الإنجليزية)
- لوسيان لوران على موقع بيانات كرة القدم. دي إي (الألمانية)
- لوسيان لوران على موقع ليكيب (الفرنسية)
- لوسيان لوران على موقع ناشيونال فوتبول تيمز (الإنجليزية)
- لوسيان لوران على موقع عالم كرة القدم.نت (الإنجليزية)
- لوسيان لوران على موقع كووورة
- لوسيان لوران على موقع أوليمبيديا (الإنجليزية)